# مارا جید
مارا جید (انگلیسی: Mara Jade) یک شخصیت داستانی در جهان گسترش یافته جنگ ستارگان است. او همسر لوک اسکای واکر و مادر بن اسکای واکر است.
او برای اولین بار در رمان وارث امپراتوری (۱۹۹۱) توسط تیموتی زان معرفی شد. تیموتی در رمانش او را یک زن پیچیده و قدرتمند به نمایش گذاشت.